# Janina Woińska
Janina Woińska (ur. 28 lipca 1919 w Milejczycach, zm. 24 lutego 2013 w Brańsku) – polska farmaceutka i filantropka, Sprawiedliwa wśród Narodów Świata. 
Córka felczera Marcina Woińskiego, studiowała farmację na Uniwersytecie Stefana Batorego w Wilnie. W 1939 roku przyjechała do Brańska, gdzie pracowała w aptece Walentego Pańczyka, mieszczącej się w budynku należącym do żydowskiej rodziny Szapiro. W czasie II wojny światowej podjęła akcję wysyłania paczek do żołnierzy polskich, będących w niewoli niemieckiej, a także ukrywała i pomogła w ucieczce Żydom: Leibowi Szapiro, Fajwelowi Szapiro i Minie Waser. Współpracowała również z Armią Krajową (w aptece mieścił się punkt kontaktowy).
W 1946 roku wyjechała do Łodzi, żeby kontynuować studia farmaceutyczne, które ukończyła w 1948. Wówczas wróciła do Brańska. W latach 1966–1970 była członkiem zarządu Oddziału Polskiego Towarzystwa Farmaceutycznego w Białymstoku. W 1980 roku została uhonorowana tytułem „Farmaceuta Roku”. Za zasługi wojenne została uhonorowana przez Instytut Pamięci Męczenników i Bohaterów Holocaustu Jad Waszem tytułem „Sprawiedliwy wśród Narodów Świata” w 1994 roku. 1 września 2009 roku została Honorowym Obywatelem Miasta Brańsk, a 5 września otrzymała medal diecezji drohiczyńskiej „Benemerenti”.